# Bhajji
Pour les articles homonymes, voir Bhajji (homonymie).
avant 1800 – 1948
Entités précédentes :
- Raj britannique

Entités suivantes :
- Inde

Bhajji est un ancien État princier des Indes il a été occupé par le Népal de 1803 à 1815. Il a intégré l'Himachal Pradesh.

## Dirigeants: Râna
- ? - 1803 : Rudrapal (1er règne)
- 1803 - 1815 : Occupation népalaise
- 1815 - 1842 : Rudrapal (2e règne)
- 1842 - 1875 : Ram Bahâdur Singh (+1875)
- 1875 - 1913 : Durga Singh (1842-1913)
- 1913 - 1947 : Birpal Indra Singh (1906-1961), abdiqua
- 1947-1948 : Ram Chandrapal Singh, né en 1928